# Fürstentum Calenberg
Das Fürstentum Calenberg war ein im 15. Jahrhundert entstandenes welfisches Teilfürstentum im Herzogtum Braunschweig-Lüneburg. Es galt als Kernland des späteren Kurfürstentums Hannover und wurde deshalb auch als „Kernlande Hannover“ bezeichnet.

## Territorium

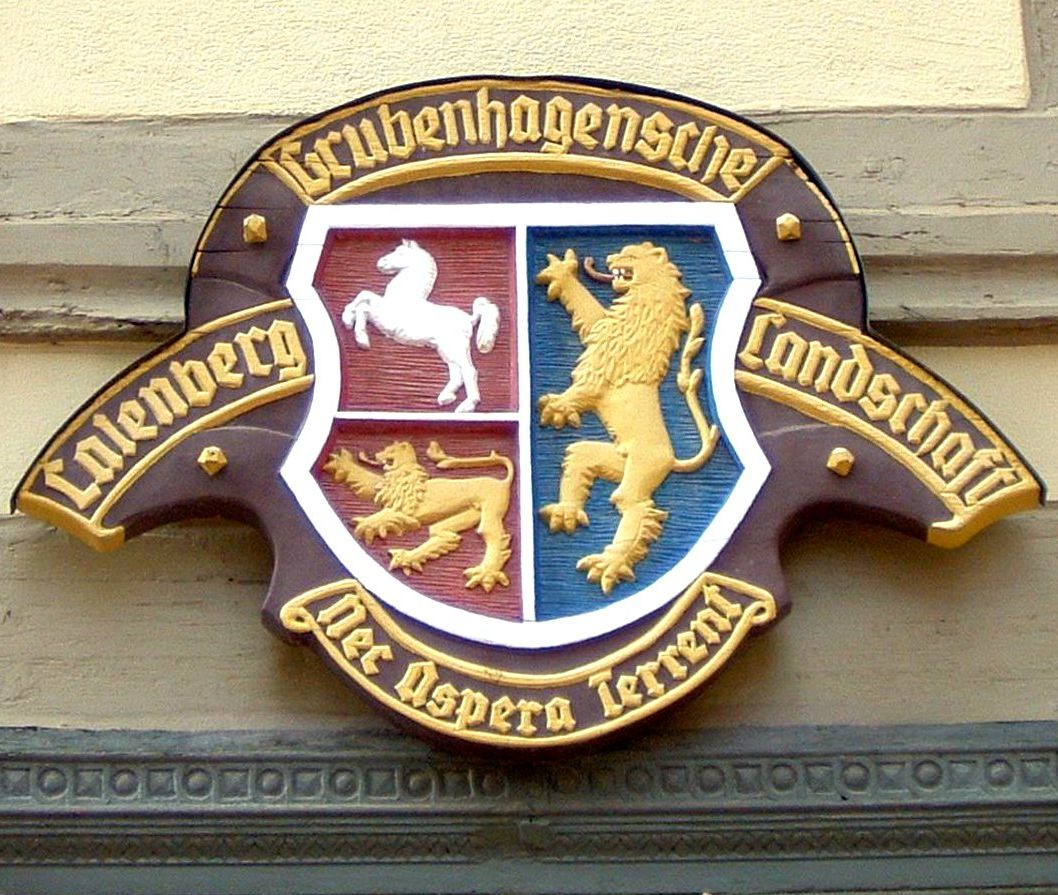
Wappen der Calenberg-Grubenhagenschen Landschaft, der Vertretung der Landstände des Fürstentums Calenberg-Grubenhagen-Göttingen

Als Erich I. bei einer Erbteilung 1495 das Fürstentum Calenberg wählte, bezeichnete er es als „das Land zwischen Leine und Deister“. Diese geografische Bezeichnung war jedoch nie völlig korrekt. Tatsächlich erstreckte sich das Fürstentum westlich der Leine von Schulenburg bis nach Neustadt/Rübenberge im Norden und damit wesentlich weiter nach Norden als die Ausläufer des Deisters. Nach Südwesten erstreckte sich das Territorium bis nach Hameln an die Weser und damit weit über den Deister hinaus.
Die Stadt Hannover war, auch wenn formell keine Freie Reichsstadt, im Spätmittelalter weitgehend unabhängig von der welfischen Landesherrschaft. Erst als der im Dreißigjährigen Krieg als Feldherr erfolgreiche Georg von Calenberg die Stadt 1636 zu seiner Residenz wählte, konnte auch Hannover als Teil des Fürstentums Calenberg angesehen werden.
Durch die seit 1463 bestehende Verbindung der Fürstentümer Calenberg und Göttingen wurde auch das Fürstentum Göttingen teilweise als Calenberg bezeichnet.
Im heutigen Sprachgebrauch wird die Bezeichnung Calenberger Land meist nur noch für die Gegend zwischen Hannover und dem Deister verwendet.

## Geschichte

### Anfänge und Gründung der Burg Calenberg

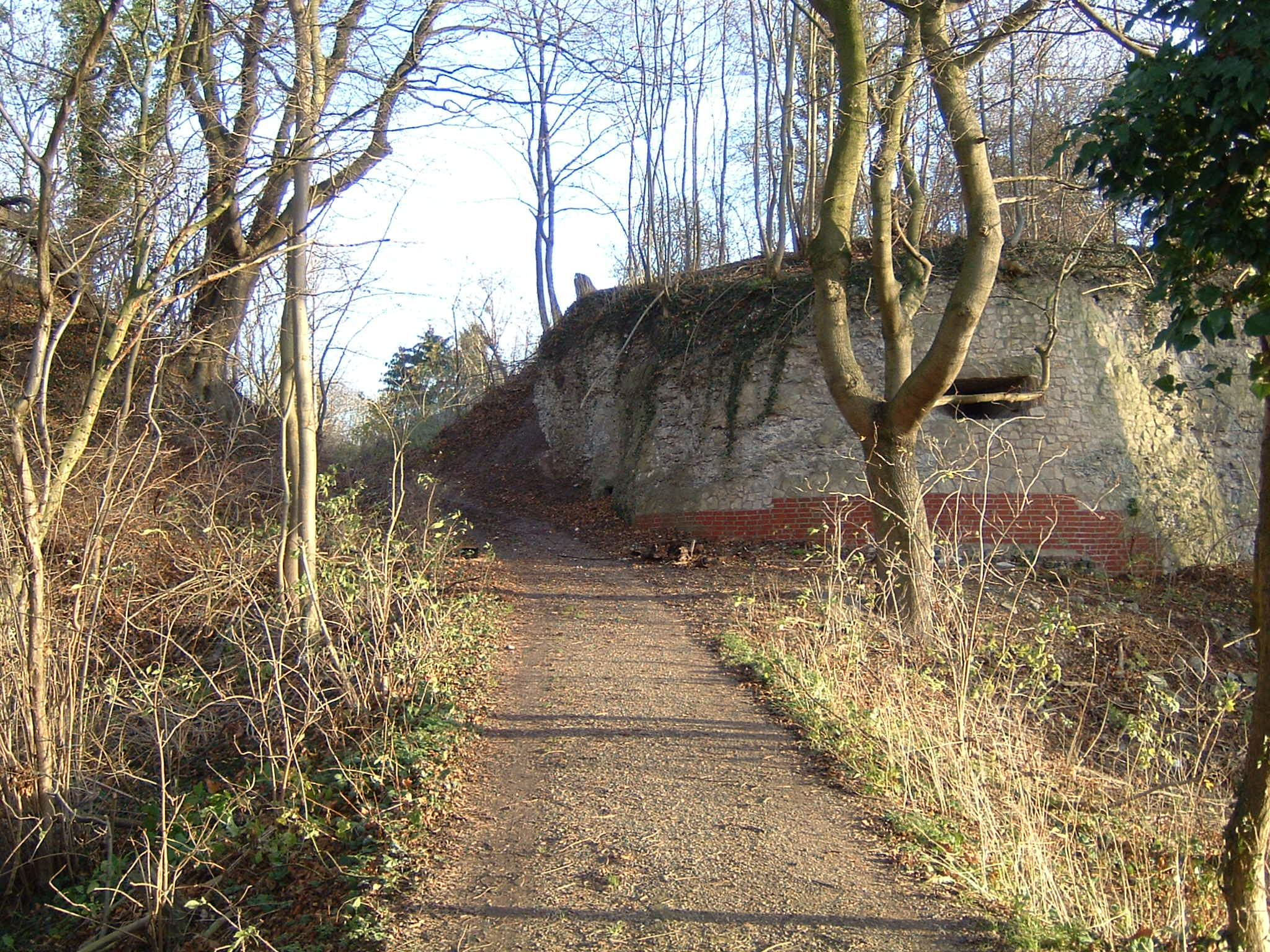
Reste der Burg Calenberg, hier Batterieturm am Haupteingang

Ursprünglich gehörte das Territorium zum Herzogtum Sachsen. Nachdem über den Welfen Heinrich den Löwen im Jahre 1180 die Reichsacht verhängt worden war, verlor er seine Titel als Herzog von Sachsen und Bayern. Heinrichs Enkel Otto das Kind konnte zwar im Zuge der staufisch-welfischen Aussöhnung 1235 wieder in den Fürstenstand aufrücken und erhielt den in den Kämpfen behaupteten Allodialbesitz der Familie im Raum zwischen Lüneburg und Braunschweig als eigenständiges Herzogtum Braunschweig-Lüneburg. Im Gebiet westlich von Hannover hatten die Welfen aber nur wenig Allodialbesitz und so war das Gebiet zwischen dem Welfenhaus und den Bischöfen von Hildesheim und Minden umstritten. Es wurde größtenteils von Grafengeschlechtern, wie den Grafen von Wölpe im Nordwesten, den Grafen von Hallermund im Südwesten und den Grafen von Roden im Westen und in Hannover, beherrscht.
1292 unterwarf Herzog Otto der Strenge aus der Lüneburger Linie der Welfen das Gebiet. Zuvor hatte er dem Bischof von Hildesheim nachgegeben und die Stadt Hannover von ihm zum Lehen genommen. Das Lehensverhältnis schüttelte er ab und gründete im Gegenzug die Burg Calenberg 13 km westlich vor Hildesheim, um die Macht des Bischofs von Hildesheim im Raum Hannover zurückzudrängen.
Verwaltungsmäßig wurde dieses Gebiet zunächst noch Vogtei Lauenrode genannt, nach der Burg Lauenrode vor den Toren der Stadt Hannover, von der aus die Welfen das Land regierten. Mit dem Aussterben der Lüneburger Linie der Welfen kam es zum Lüneburger Erbfolgekrieg, (1371–88) in dessen Verlauf die Burg Lauenrode von den hannoverschen Bürgern erstürmt und zerstört wurde. Die Vogtei wurde nun verlegt und kam auf die Burg Calenberg.

### Welfische Erbteilungen

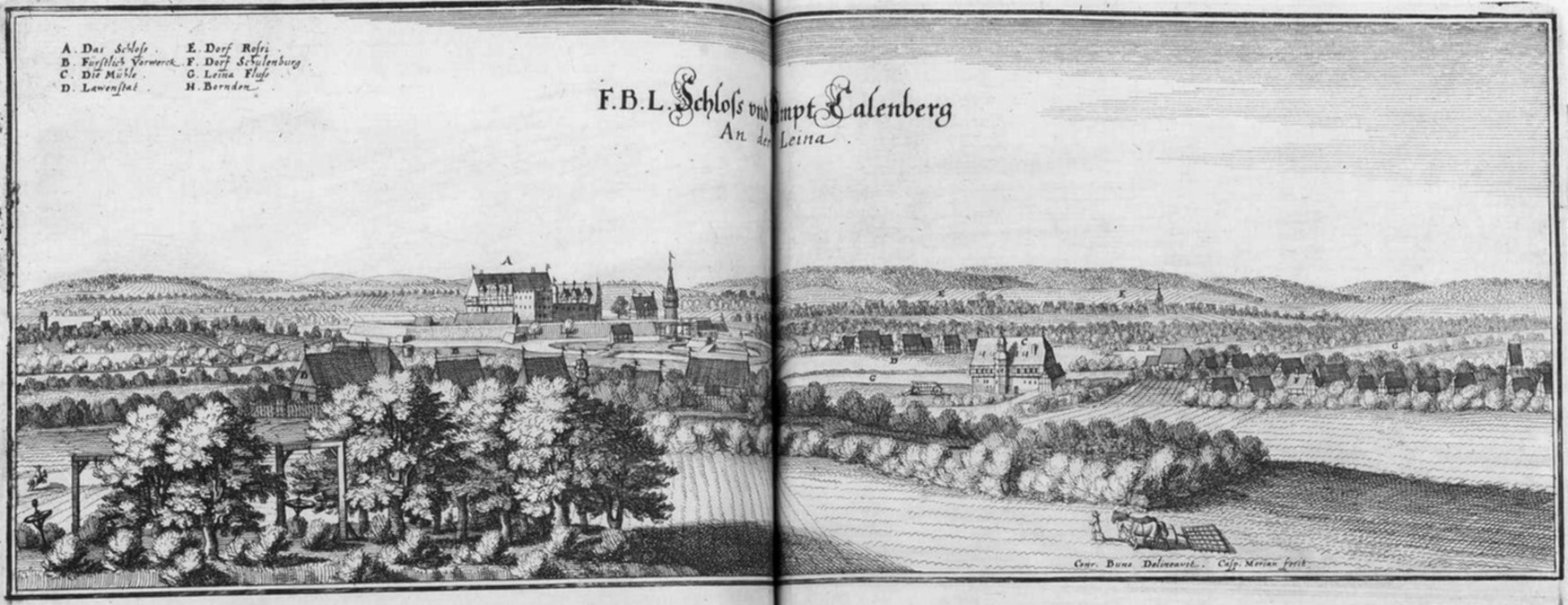
Burg Calenberg im Jahr 1654 als Kupferstich von Caspar Merian nach Conrad Buno

Die welfischen Herzöge vererbten ihre Gebiete nicht nach dem Erstgeburtsrecht und so kam es im Spätmittelalter zu zahlreichen welfischen Erbteilungen, die zu einer großen Zersplitterung des welfischen Territoriums führten. Die Vogtei Calenberg kam 1400 an die Wolfenbütteler Linie der Welfen. Diese konnten 1408 und 1409 auch die Grafschaft Everstein und die Herrschaft Homburg nach dem Aussterben ihrer Herren erwerben. Diese wurden der Vogtei Calenberg zugeschlagen. Bei einer weiteren welfischen Erbteilung – der neunten nach der Zählung von Gudrun Pischke – teilten die Braunschweiger Herzöge Wilhelm d. Ä. und Heinrich, die bis dahin gemeinsam in Wolfenbüttel regiert hatten, 1432 das Gebiet erneut auf. Während Heinrich das Wolfenbüttler Land erhielt, wurde Wilhelm mit dem neugebildeten Fürstentum Calenberg abgefunden. Die Herrschaft, die Wilhelm damals erhalten hatte, hatte noch keinen Namen. Sie bestand aus den ehemals zum Fürstentum Lüneburg gehörenden Rechten zwischen Deister und Leine, sowie der ehemaligen Grafschaft Wölpe, der Herrschaft Hallermunt sowie den Herrschaften Homburg und Everstein.
Da die welfischen Fürsten alle den Titel Herzog zu Braunschweig und Lüneburg führten und die von ihnen regierten Gebiete Teilfürstentümer des Herzogtums Braunschweig-Lüneburg waren, wurden die von ihnen regierten Länder nach der wichtigsten Burg oder Stadt benannt. Wilhelm wohnte häufig auf der Burg Calenberg und ließ von hier aus das Territorium verwalten. Vermutlich ist deswegen der Name Fürstentum Calenberg in dieser Zeit entstanden.

### Zusammenführung mit Göttingen
Es gelang Wilhelm 1442 bzw. endgültig 1463, auch die Herrschaft über das Fürstentum Göttingen wahrzunehmen. Auch wenn die Zusammenlegung mit Calenberg eigentlich zunächst nur zufällig war, so hatte sie doch Bestand. Um die beiden räumlich durch die Ausläufer der Mittelgebirge im Leinetal getrennten Gebiete zu unterscheiden, nannte man das nördlich gelegene Calenberg nun meist „Unterwald“, während die Göttinger Region „Oberwald“ genannt wurde.
1473 erbte Wilhelm von seinem söhnelosen Bruder auch das Fürstentum Wolfenbüttel, trat aber die Herrschaft über Calenberg an seine Söhne Wilhelm d. J. und Friedrich, genannt „der Unruhige“ oder „Turbulentus“, ab.
Nach dem Tod Wilhelms I. 1482 übernahmen beide Söhne gemeinsam die Regentschaft. In einem Vertrag vom 1. August 1483 teilten sie aber die Nutzungsrechte (sogenannte Mutschierung). Der jüngere Sohn Friedrich der Unruhige erhielt die Nutzungsrechte für Calenberg und Göttingen; sein Bruder Wilhelm II. erhielt das Nutzungsrecht für Wolfenbüttel. Wilhelm setzte seinen Bruder Friedrich 1484/85 ab und erklärte ihn für geisteskrank. Die Gründe für die Absetzung sind umstritten; möglicherweise drohte Friedrich durch seine Teilnahme an vielen kriegerischen Auseinandersetzungen eine Gefahr für die welfische Herrschaft in Calenberg und Göttingen zu werden. Es gelang Wilhelm II. – wenn auch nur kurzfristig – das gesamte Gebiet der Teilfürstentümer Calenberg, Braunschweig-Göttingen und Braunschweig-Wolfenbüttel wieder zu vereinigen. Nach Friedrichs Tod im Jahre 1495 nahm Wilhelm eine abermalige Teilung über das Land vor und überließ seinem älteren Sohn Heinrich das Fürstentum Braunschweig-Wolfenbüttel.

### Unter Erich I., Elisabeth und Erich II.

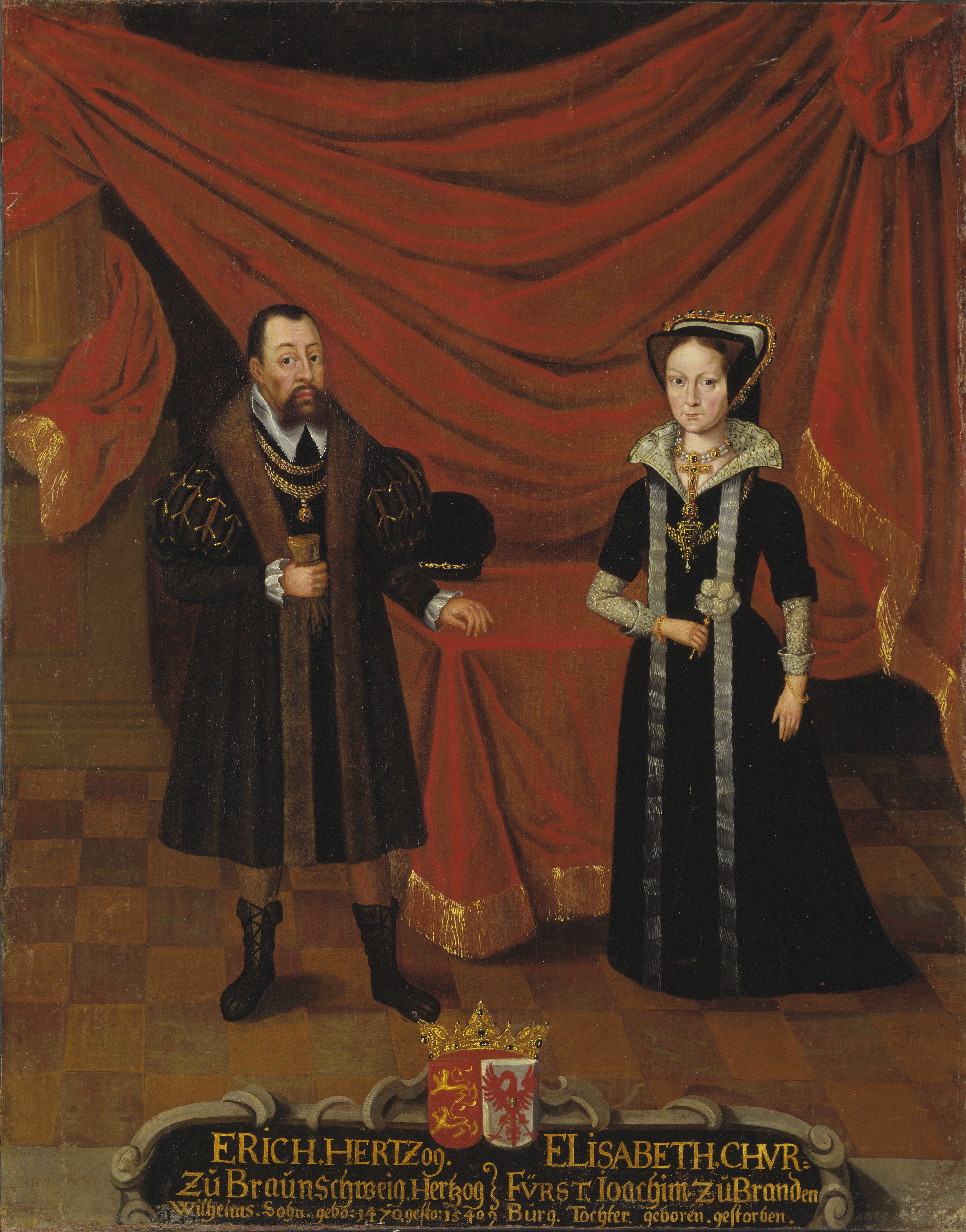
Erich I. mit seiner zweiten Frau Elisabeth ca. 1530

Der jüngere Sohn Erich I. erhielt Calenberg und Göttingen und begründete so die Calenberger Linie des Hauses Braunschweig-Lüneburg. Für das nunmehr entstandene Territorium wurde der Name Calenberg zunehmend für beide Landesteile gebraucht. Für die Zeit unter Erich I. und seinem Sohn Erich II. wird aber auch häufig der Name Fürstentum Calenberg-Göttingen verwendet. Das Fürstentum hatte aber noch für beide Landesteile eigene Landstände und eigene Räte. In Neustadt am Rübenberge wurde die Kanzlei für Unterwald und in Münden die für Oberwald errichtet, die auch mit ihren Akten zur Einrichtung der Residenz und dem Bau landesherrlicher Burgen beziehungsweise Schlösser in den beiden Städten führten.
Unter Erich I. wurde die Burg Calenberg zur mächtigen Festung ausgebaut. Eine weitere stark befestigte Burg, die er errichten ließ, war die ab 1527 errichtete Erichsburg bei Dassel. In der Hildesheimer Stiftsfehde 1519 unterlag er zunächst militärisch in der Schlacht bei Soltau. Diplomatisch konnte er aber durch einen Schiedsspruch Kaiser Karl V. siegen und große Teile des Hochstifts Hildesheim seiner Herrschaft hinzufügen.
Erich I. stand der nun aufkommenden Reformation feindlich gegenüber. Seine zweite Frau aber, Elisabeth von Brandenburg, die er 1525 heiratete, trat 1535 zur neuen Lehre über und förderte sie am Hofe, der damals im Welfenschloss Münden residierte. Nach Erichs Tod 1540 übernahm sie zunächst die Regierung für ihren noch minderjährigen Sohn Erich II. und setzte mit dem von ihr ernannten Landessuperintendenten Antonius Corvinus die Reformation im Fürstentum durch. Erich II. trat allerdings, obwohl er von seiner Mutter evangelisch erzogen wurde, 1547 zum Katholizismus über. Es gelang ihm aber nicht, die Reformation im Fürstentum rückgängig zu machen. Seine Macht im Fürstentum war ohnehin sehr geschwächt. Er selbst hielt sich meist als Söldnerführer im Ausland auf und war finanziell von den Städten abhängig. 1553 musste er eine finanzielle Hilfe seiner Städte mit der Zulassung der evangelischen Predigt bezahlen. Ab 1574 ließ er Neustadt am Rübenberge als Stadtfestung ausbauen und errichtete darin einbezogen Schloss Landestrost als Renaissanceschloss, integriert in eine Bastionärsfestung nach italienischem Vorbild.
Im Jahre 1582 fiel beim Aussterben der Grafen von Hoya der größte Teil der Grafschaft und 1585 auch Diepholz an Calenberg.

### Dreißigjähriger Krieg

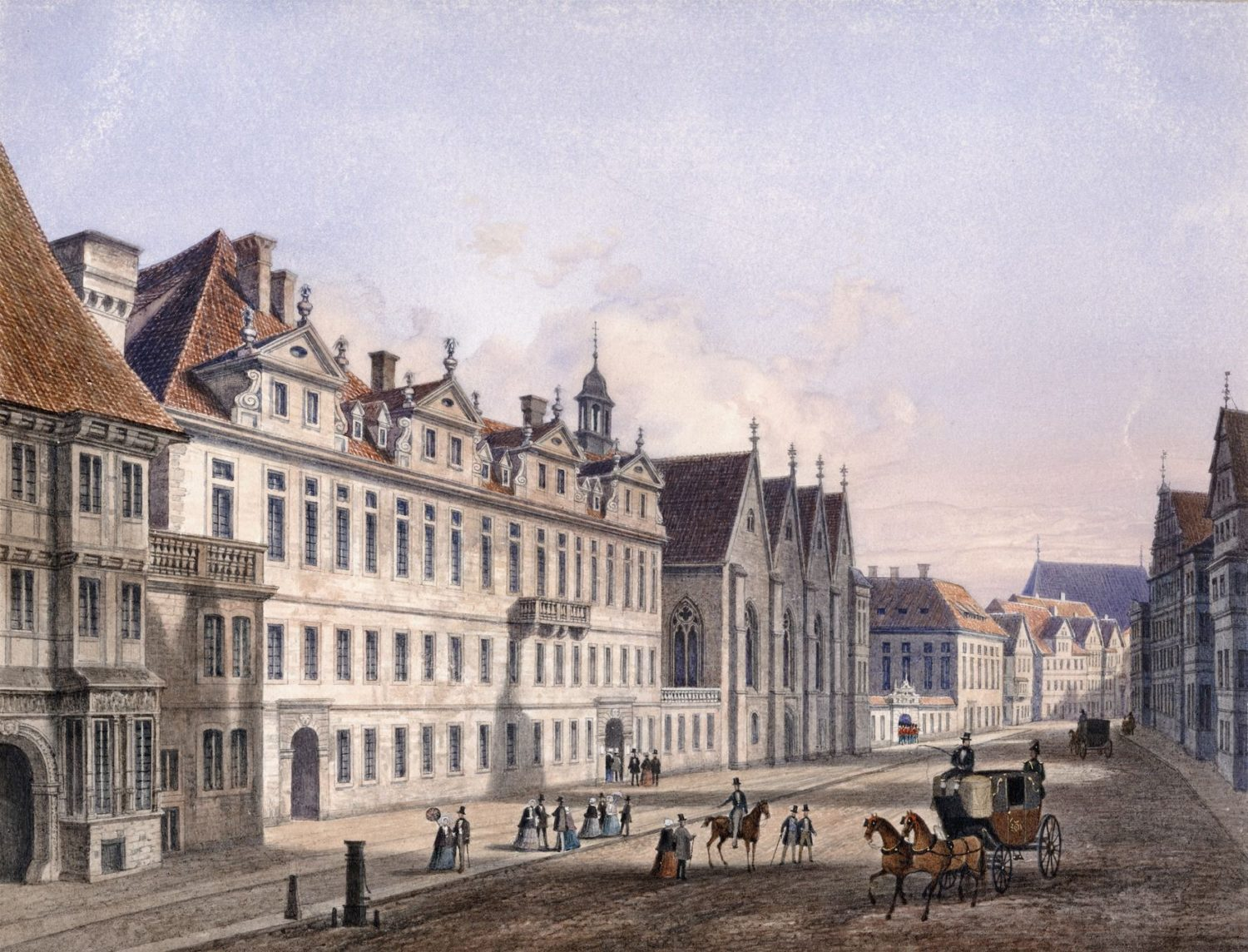
Das Leineschloss (ehemaliges Minoritenkloster) in Hannover

Nach Erichs Tod 1584 wurde Calenberg-Göttingen wieder von der Wolfenbütteler Linie der Welfen regiert. Im Dreißigjährigen Krieg holte der Bruder Herzog Friedrich Ulrichs, der „tolle“ Christian, den Krieg in das Land. Nachdem die dänischen Truppen unter König Christian IV., der damals Oberkommandierender des Niedersächsischen Reichskreises war, gegen den ligistischen Feldherrn Tilly in der Schlacht bei Lutter unterlegen waren, besetzte Tilly 1626 das ganze Fürstentum. Lediglich die Städte Braunschweig und Hannover konnten nicht eingenommen werden.
Als Herzog Friedrich Ulrich 1634 kinderlos starb, erlosch mit ihm die Linie Wolfenbüttel des Mittleren Hauses Braunschweig. Herzog August der Ältere (1568–1636), Bischof von Ratzeburg aus dem Mittleren Haus Lüneburg, erhielt 1635 das Fürstentum Calenberg-Göttingen. Nach seinem Tod im Jahre 1636 trat sein jüngerer Bruder Georg die Herrschaft an. Er war als General auf schwedischer Seite erfolgreich und es gelang ihm auch, bis 1637 das Land und vor allem die Städte für die Welfen zurückzuerobern. Er regierte zunächst aus dem besetzten Hildesheim heraus, verlegte seine Residenz dann aber nach Hannover, das er als Festung ausbauen ließ. Das ehemalige Minoritenkloster ließ er zum Leineschloss umbauen, das den Landesherren des Fürstentums fortan als Residenz diente. Nach seinem Tod 1641 wurde überstürzt ein Separatfrieden mit dem Kaiser geschlossen, der auch mit der Rückgabe der in der Hildesheimer Stiftsfehde erworbenen hildesheimischen Gebiete erkauft werden musste. Georgs Söhne, Christian Ludwig, Georg Wilhelm, Johann Friedrich und Ernst August regierten danach nacheinander das Fürstentum Calenberg-Göttingen.

### Aufstieg zum Kurfürstentum

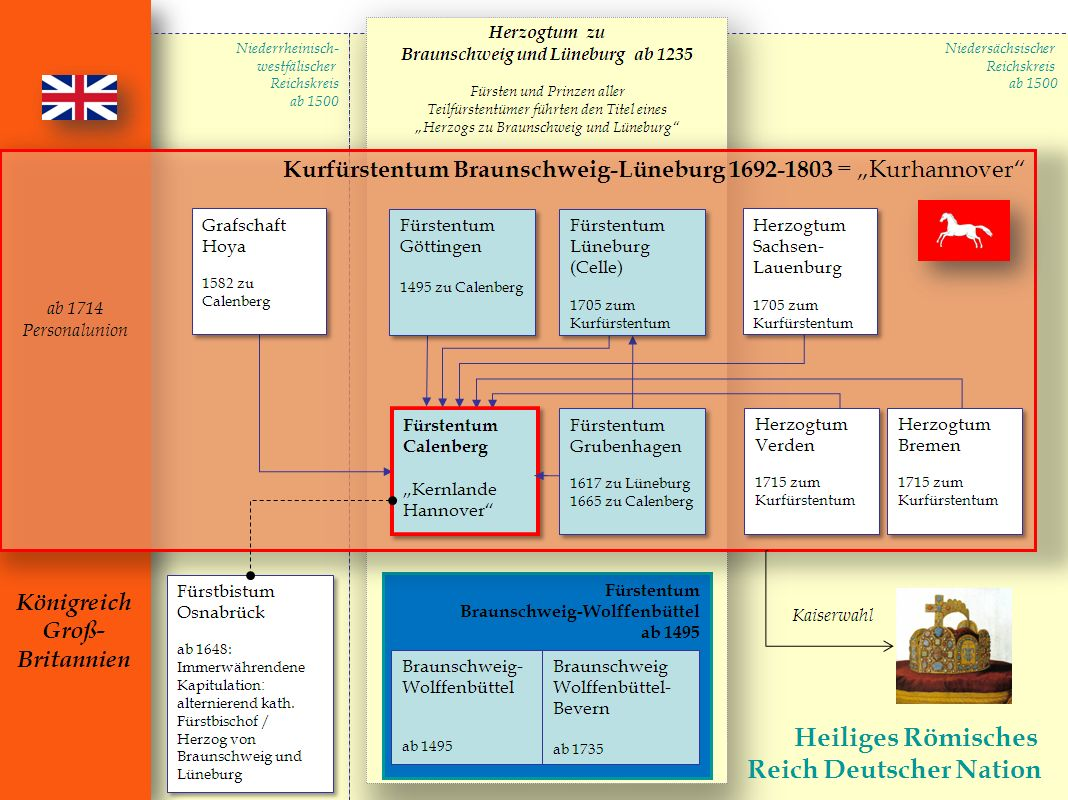
Gebietszuwächse des Fürstentums Calenberg („Kernlande Hannover“) als Teil des Kurfürstentums Braunschweig-Lüneburg („Kurhannover“)

1665 fiel auch das Fürstentum Grubenhagen, dessen Linie bereits 1596 ausgestorben war und um das die Linien Wolfenbüttel und Lüneburg lange vor dem Reichskammergericht gestritten hatten, endgültig an die Linie Calenberg. Der jüngste Sohn Georgs, Ernst August, der ab 1679 regierte, führte die erfolgreiche Politik seines Vaters und seiner Brüder weiter. 1689 fiel Sachsen-Lauenburg im Erbgang an die Calenberger. Ernst August wechselte zur kaiserlichen Seite über und führte entgegen den Bestimmungen seines Vaters das Erstgeburtsrecht ein. Für seine Dienste dem Kaiser gegenüber wurde Ernst August nach langem Ringen 1692 mit der Verleihung der neunten Kurwürde belohnt. Offiziell wurde er nun Kurfürst von Braunschweig-Lüneburg genannt; seine Regierung nannte sich „Churfürstlich Braunschweigisch Lüneburgische Regierung“. 1705 fiel durch Erbgang das Fürstentum Lüneburg an, wodurch die auch „Haus Hannover“ genannte Linie alle welfischen Besitzungen mit Ausnahme des Fürstentums Braunschweig-Wolfenbüttel vereinigen konnte.

## Wirtschaft- und Sozialgeschichte
Das Fürstentum Calenberg war ein zunächst eher unbedeutendes Territorium. Die welfische Herrschaft entwickelte sich hier erst spät. Bis zum Regierungsantritt Georgs von Calenberg 1636 hatte Calenberg 140 Jahre lang fast nur Regierungen erlebt, die sich kaum um das Land kümmerten. Im Spätmittelalter und in der Renaissance lagen die kulturellen Zentren außerhalb Calenbergs in den Städten Braunschweig, Hildesheim und Lüneburg. Neue Zentren bildeten sich an den Residenzen Wolfenbüttel und Celle. Auch die Stadt Hannover wurde erst ab 1636 von den Calenberger Fürsten regiert. Die anderen Städte blieben unbedeutend.
Erst nach der Regierung Georgs von Calenberg und mit der Erhebung zum Kurfürstentum und späteren Königreich konnte das ehemalige Fürstentum Calenberg zur Keimzelle des späteren Landes Niedersachsen werden.
Die Industrialisierung setzte bereits in der liberalen Franzosenzeit ein. Der Industrielle Johann Egestorff (1772–1834) nutzte die wirtschaftliche Chance der Jahre 1803 bis 1813 und konnte Kalkbrüche auf dem Lindener Berg, westlich von Hannover erwerben. Um den Kalk zu brennen, ließ er im Deister Kohle abbauen. Sein Sohn Georg Egestorff gründete eine Eisengießerei und Maschinenfabrik (später in HANOMAG übergegangen). Das Calenberger Dorf Linden entwickelte sich nunmehr zu einer Industriestadt.

## Liste der Herrscher
| Name                                    | Herrschaft     | Bemerkungen |
| --------------------------------------- | -------------- | --- |
| Wilhelm I. der Siegreiche (1392–1482)   | 1432–1473/1482 | Herzog von Braunschweig-Lüneburg                                                                                                   |
| Friedrich III. der Unruhige (1424–1495) | 1482–1484/1485 | Herzog von Braunschweig-Lüneburg                                                                                                   |
| Wilhelm II. der Jüngere († 1503)        | 1484/1485–1495 | Herzog von Braunschweig-Lüneburg                                                                                                   |
| Erich I. der Ältere (1470–1540)         | 1495–1540      | |
| Erich II. der Jüngere (1528–1584)       | 1545–1584      | |
| Julius (1528–1589)                      | 1584–1589      | Herzog von Braunschweig-Lüneburg Fürst von Braunschweig-Wolfenbüttel                                                               |
| Heinrich Julius (1564–1613)             | 1589–1613      | Herzog von Braunschweig-Lüneburg Fürst von Braunschweig-Wolfenbüttel Fürstbischof von Halberstadt                                  |
| Friedrich Ulrich (1591–1634)            | 1613–1634      | Herzog von Braunschweig-Lüneburg Fürst von Braunschweig-Wolfenbüttel                                                               |
| Georg (1582–1641)                       | 1634–1641      | Herzog von Braunschweig-Lüneburg                                                                                                   |
| Christian Ludwig (1622–1665)            | 1641–1648      | Herzog von Braunschweig-Lüneburg                                                                                                   |
| Georg Wilhelm (1624–1705)               | 1648–1665      | Herzog von Braunschweig-Lüneburg                                                                                                   |
| Johann Friedrich (1625–1679)            | 1665–1679      | Herzog von Braunschweig-Lüneburg                                                                                                   |
| Ernst August (1629–1698)                | 1679–1698      | Herzog von Braunschweig-Lüneburg Kurfürst von Hannover (Kurfürst von Braunschweig-Lüneburg) (1692–1698) Fürstbischof von Osnabrück |